# 돗토리현 제1구
돗토리현 제1구(일본어: 鳥取県第1区)는 일본의 중의원 선거구이다. 1994년 일본 공직선거법 개정으로 신설되었다.

## 지역
- 돗토리시
- 구라요시시
- 이와미군
- 야즈군
- 도하쿠군미사사정

## 역대 의원
| 선거          | 정당 | 정당       | 의원          |
| ------------- | ---- | ---------- | ------------- |
| 1996년 제41회 |      | 무소속     | 이시바 시게루 |
| 2000년 제42회 |      | 자유민주당 | 이시바 시게루 |
| 2003년 제43회 |      | 자유민주당 | 이시바 시게루 |
| 2005년 제44회 |      | 자유민주당 | 이시바 시게루 |
| 2009년 제45회 |      | 자유민주당 | 이시바 시게루 |
| 2012년 제46회 |      | 자유민주당 | 이시바 시게루 |
| 2014년 제47회 |      | 자유민주당 | 이시바 시게루 |
| 2017년 제48회 |      | 자유민주당 | 이시바 시게루 |
| 2021년 제49회 |      | 자유민주당 | 이시바 시게루 |
| 2024년 제50회 |      | 자유민주당 | 이시바 시게루 |

## 역대 선거 결과

### 1996년 (제41회)
|  | 62.47% |

|  | 18.91% |

|  | 9.85% |

|  | 8.77% |

### 2000년 (제42회)
|  | 49.06% |

|  | 33.80% |

|  | 12.07% |

|  | 5.06% |

### 2003년 (제43회)
|  | 71.60% |

|  | 19.57% |

|  | 8.83% |

### 2005년 (제44회)
|  | 59.25% |

|  | 26.68% |

|  | 7.92% |

|  | 6.16% |

### 2009년 (제45회)
|  | 61.97% |

|  | 33.25% |

|  | 3.85% |

|  | 0.92% |

### 2012년 (제46회)
|  | 84.50% |

|  | 11.89% |

|  | 3.61% |

### 2014년 (제47회)
|  | 80.27% |

|  | 19.73% |

### 2017년 (제48회)
|  | 83.63% |

|  | 16.37% |

### 2021년 (제49회)
|  | 84.07% |

|  | 15.93% |

### 2024년 (제50회)
|  | 85.15% |

|  | 9.89% |

|  | 4.96% |

## 같이 보기
- 돗토리현·시마네현 선거구